# 全米製作者組合
全米製作者組合（Producers Guild of America〈プロデューサーズ・ギルド・オブ・アメリカ〉, 略称: PGA〈公式マークは頭文字をピリオドで区切った小文字の『p.g.a.』である。〉）は、アメリカ合衆国のテレビ、映画、その他ニューメディアプロデューサーによる業界団体である。プロデュース活動をしている4700人以上のプロデューサーが組合員となっている。組合長はマーク・ゴードンとホーク・コーチが共同で務めている。
PGAはメンバーに対し、健康保険と年金、セミナーと指導プログラム、アカデミー賞シーズンでのスクリーニング招待、労働条件、スクリーン・クレジットなど、さまざまな援助を行う。